# Жарово (Калининградская область)
Жарово (до 1938 — Жарделен (нем. Szardehlen), до 1946 — Шарден (нем. Scharden)) — посёлок в Краснознаменском муниципальном округе Калининградской области России.

## География
Находится в северо-восточной части Калининградской области, в зоне хвойно-широколиственных лесов, в пределах Шешупе-Инстручской равнины, к югу от автодороги 27А-031, на расстоянии примерно 11 километров (по прямой) к юго-востоку от города Краснознаменска, административного центра района. Абсолютная высота — 38 метров над уровнем моря.

### Климат
Климат характеризуется как переходный от морского к умеренно континентальному. Среднегодовая температура воздуха — 8,3 °C. Средняя температура воздуха самого холодного месяца (января) — −0,9 °C; самого тёплого месяца (июля) — 18,5 °C. Годовое количество атмосферных осадков — 883 мм, из которых 586 мм выпадает в период с апреля по октябрь.

### Часовой пояс
Посёлок Жарово как и вся Калининградская область, находится в часовой зоне МСК−1. Смещение применяемого времени относительно UTC составляет +2:00.

## История
До 1947 года носил название Жарделен. В период с 2008 по 2016 годы Жарово входило в состав Добровольского сельского поселения Краснознаменского района, с 2016 по 2022 годы — в состав Краснознаменского городского округа.

## Население
| 1867 | 1871 | 1885 | 1905 | 1910 | 1925 | 2002 |
| ---- | ---- | ---- | ---- | ---- | ---- | ---- |
| 91   | ↗101 | ↘93  | ↘92  | ↘64  | ↗76  | ↘12  |
| 2010 |      |      |      |      |      |      |
| ↘8   |      |      |      |      |      |      |

### Национальный состав
Согласно результатам переписи 2002 года, в национальной структуре населения русские составляли 84 %.